# Amischotolype
Amischotolype es un género de plantas con flores con doce especies descritas y de estas, solo 10 aceptadas, perteneciente a la familia Commelinaceae. 
Es originario de los trópicos de África y Asia.

## Taxonomía
El género fue descrito por Justus Carl Hasskarl y publicado en Flora 46: 391. 1863[1863]. La especie tipo es: Amischotolype glabrata Hassk.

## Especies aceptadas
A continuación se brinda un listado de las especies del género Amischotolype aceptadas hasta noviembre de 2013, ordenadas alfabéticamente. Para cada una se indica el nombre binomial seguido del autor, abreviado según las convenciones y usos.
- Amischotolype glabrata Hassk.
- Amischotolype gracilis (Ridl.) I.M.Turner
- Amischotolype griffithii (C.B.Clarke) I.M.Turner
- Amischotolype hispida (Less. & A.Rich.) D.Y.Hong
- Amischotolype hookeri (Hassk.) Hara
- Amischotolype irritans (Ridl.) I.M.Turner
- Amischotolype laxiflora (Merr.) Faden
- Amischotolype marginata Hassk.
- Amischotolype mollissima Hassk.
- Amischotolype monosperma (C.B.Clarke) I.M.Turner
- Amischotolype sphagnorrhiza Cowley
- Amischotolype tenuis (C.B.Clarke) R.S.Rao